# Omroep Groesbeek
Omroep Groesbeek was de lokale publieke omroep van de gemeente Groesbeek. De omroep verzorgde uitzendingen op radio en televisie. Omroep Groesbeek valt onder de Stichting Lokale Omroep Groesbeek. Er waren geen betaalde krachten in dienst, alle uitzendingen werden verzorgd door vrijwilligers. Per 1 januari 2017 is Omroep Groesbeek gefuseerd met RTV WFM tot Omroep Berg en Dal.

## Historie
Omroep Groesbeek is opgericht in 1988, en komt voort uit de ziekenomroep GARO. De GARO is in juni 1954 begonnen met radioprogramma's voor Dekkerswald, ziekenhuis Madeleine in Boxmeer en de Sint Maartenkliniek in Nijmegen. 
In februari 1992 is Omroep Groesbeek begonnen met de eerste uitzendingen vanuit de studio in Dekkerswald. In 1997 is het station verhuisd naar de benedenverdieping van wijkcentrum de Mallemolen.

## Fusie
Per 1 januari zijn de gemeenten Millingen, Ubbergen en Groesbeek gefuseerd tot één gemeente. Op dit moment zijn er twee lokale omroepen in de nieuwe gemeente: RTV WFM en Omroep Groesbeek. Vanwege de mediawet mag er slechts één gesubsidieerde lokale omroep per gemeente zijn. Beide omroepen zijn opgaan in één nieuwe lokale omroep: Omroep Berg en Dal.